# Retrotransposón

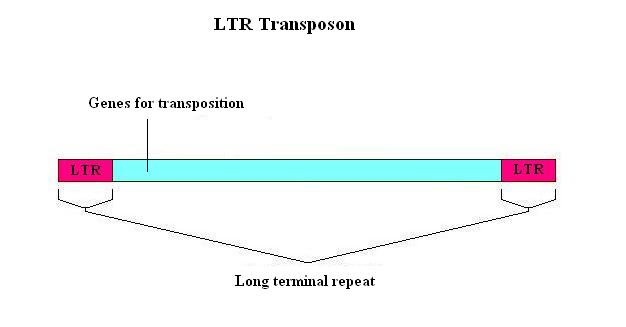
Retrotransposón.

Los retrotransposones (también llamados transposones a través de productos intermedios de ARN) son elementos genéticos que se pueden amplificar a sí mismos en un genoma y son ubicuos componentes del ADN de muchos organismos eucariotas. Constituyen una subclase de transposón, y son particularmente abundantes en las plantas, donde a menudo son un componente principal de ADN nuclear. 
En las plantas: en el maíz, 49-78% del genoma se compone de retrotransposones.  En el trigo, aproximadamente el 90% del genoma consiste en secuencias repetidas y el 68% de elementos transponibles.
En los animales: en mamíferos, casi la mitad del genoma (del 45% al 48%) comprende transposones o restos de transposones. Alrededor de 42% del genoma humano está compuesto de retrotransposones, mientras que los transposones de ADN representan aproximadamente el 2-3%.
Hay dos tipos principales de retrotransposón, LTR y no LTR. Los retrotransposones se clasifican según la secuencia y el método de transposición. La mayoría de los retrotransposones en el genoma del maíz son LTR, mientras que en los humanos en su mayoría no son LTR. Los retrotransposones (principalmente del tipo LTR) se pueden pasar a la próxima generación de una especie huésped a través de la línea germinal.
El otro tipo de transposón es el transposón de ADN. Los transposones de ADN se insertan en diferentes ubicaciones genómicas sin copiarse, lo que puede causar mutaciones dañinas (ver transferencia horizontal de genes). Por lo tanto, los retrotransposones pueden considerarse replicativos, mientras que los transposones de ADN no son replicativos. Debido a su naturaleza replicativa, los retrotransposones pueden aumentar el tamaño del genoma eucariota rápidamente y sobrevivir en genomas eucariotas de forma permanente. Se cree que permanecer en genomas eucariotas durante períodos tan largos dio lugar a métodos de inserción especiales que no afectan drásticamente la función del gen eucariota.

## Retrotransposones LTR

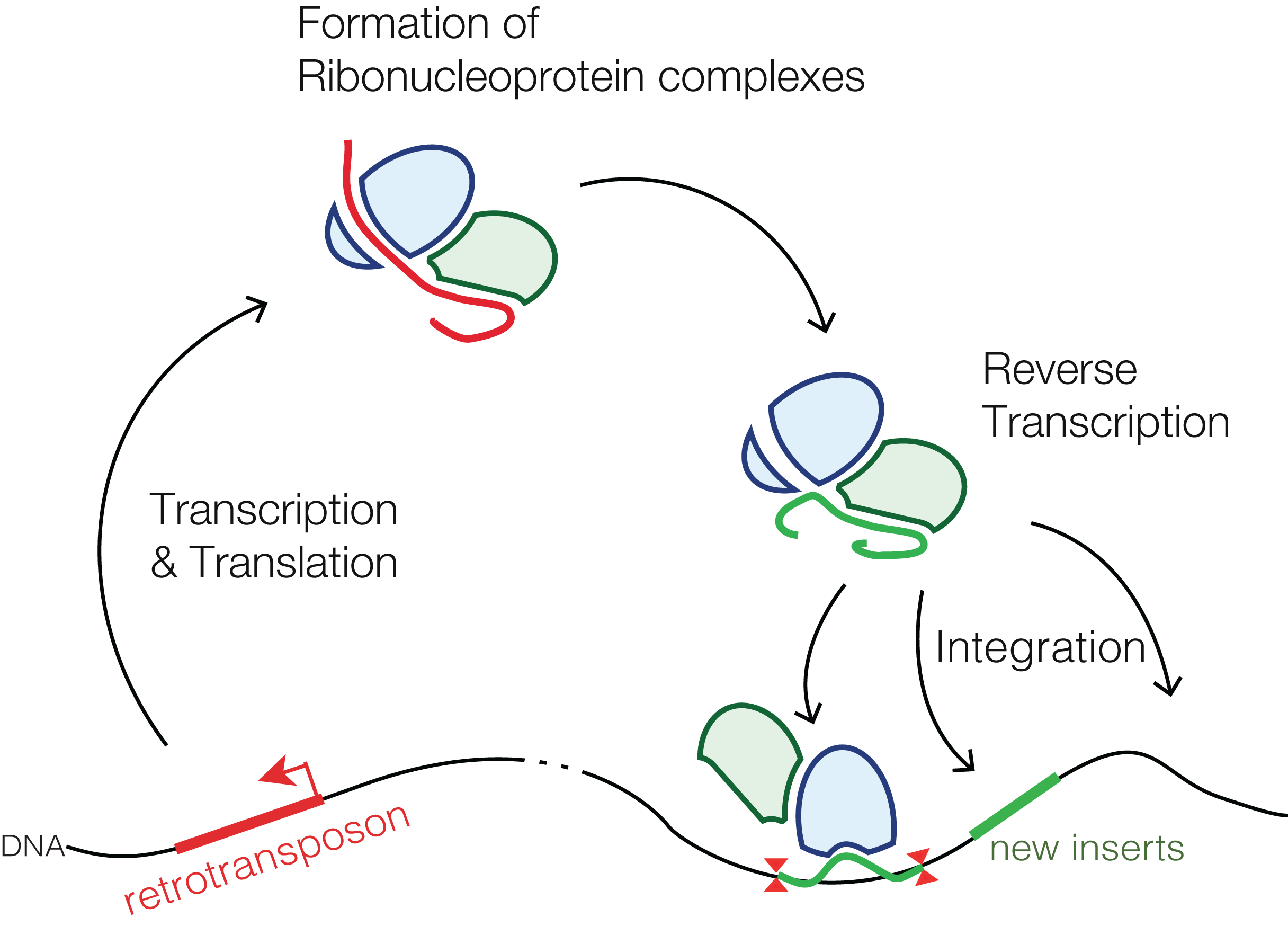
Mecanismo de retroposición.

Los retrotransposones LTR tienen repeticiones terminales largas directas que van desde ~100 pb hasta más de 5 kb de tamaño. Las repeticiones terminales largas son secuencias de nucleótidos característica que se encuentra en cada extremo de un provirus o elemento viral endógeno derivado de un virus retrotranscrito que ha sido integrado en el genoma de un huésped. Los retrotransposones LTR se subclasifican en las familias Ty1-copia (Pseudoviridae), Ty3-copia (Metaviridae) y BEL/Pao (Belpaoviridae) según su grado de similitud de secuencia y el orden de codificación de productos génicos. 
Todos los retrotransposones LTR funcionales codifican un mínimo de dos genes, gag y pol, que son suficientes para su replicación. Gag codifica una poliproteína con una cápside y un dominio de nucleocápside. Las proteínas gag forman partículas similares a virus en el citoplasma o núcleo dentro de las cuales se produce la transcripción inversa. El gen Pol produce tres proteínas: una proteasa (PR), una transcriptasa inversa dotada de dominios RT, una ARNasa H, y una integrasa (IN). 
Por lo general, los ARNm de los retrotransposones de LTR son producidos por la ARN polimerasa II del huésped que actúa sobre un promotor ubicado en su LTR 5'. Los genes Gag y Pol están codificados en el mismo ARNm. Dependiendo de la especie huésped, se pueden usar dos estrategias diferentes para expresar las dos poliproteínas: una fusión en un solo marco de lectura abierto (ORF) que luego se escinde o la introducción de un cambio de marco entre los dos ORF. El cambio de marco ribosómico ocasional permite la producción de ambas proteínas, al tiempo que garantiza que se produzca mucha más proteína Gag para formar partículas similares a virus.
La transcripción inversa generalmente se inicia en una secuencia corta ubicada inmediatamente aguas abajo del 5'-LTR y denominada sitio de unión del cebador (PBS). Los ARNt específicos del huésped se unen al PBS y actúan como cebadores para la transcripción inversa, que ocurre en un proceso complejo y de varios pasos, que finalmente produce una molécula de ADN bicatenario. El ADN finalmente se integra en una nueva ubicación, creando TSD cortos (Duplicaciones del sitio de destino) y agregando una nueva copia en el genoma del huésped .

### Retrotransposones Ty1-copia
Los retrotransposones Ty1-copia o Pseudoviridae codifican cuatro dominios proteicos en el siguiente orden: proteasa, integrasa, transcriptasa inversa y ribonucleasa H.
Existen al menos dos sistemas de clasificación para la subdivisión de los retrotransposones Ty1-copia en cinco linajes: Sirevirus/Maximus, Oryco/Ivana, Retrofit/Ale, TORK (subdivididos en Angela/Sto, TAR/Fourf, GMR/ Tork) y Bianca.
Los retrotransposones Sirevirus/Maximus contienen un gen de envoltura putativo adicional. Este linaje lleva el nombre del elemento fundador SIRE1 en el genoma de Glycine max y luego se describió en muchas especies como Zea mays, Arabidopsis thaliana, Beta vulgaris, y Pinus pinaster. Los Sirevirus de plantas de muchos genomas de plantas secuenciados se resumen en la base de datos de Sirevirus MASIVEdb.

### Retrotransposones Ty3-copia
Los retrotransposones Ty3-copia o Metaviridae codifican al menos cuatro dominios proteicos en el orden: proteasa, transcriptasa inversa, ribonucleasa H e integrasa. Según la estructura, la presencia/ausencia de dominios proteicos específicos y los motivos de secuencias proteicas conservadas, se pueden subdividir en varios linajes:
Los errantivirus contienen un ORF de envoltura defectuoso adicional con similitudes con el gen de la envoltura retroviral. Descritos por primera vez como elementos Athila en Arabidopsis thaliana, han sido identificados posteriormente en muchas especies, como Glycine max y Beta vulgaris.
Los cromovirus contienen un cromodominio adicional ( dominio modificador de la organización de la cromatina ) en el extremo C de su proteína integrasa. Están muy extendidos en plantas y hongos, probablemente conservando dominios de proteínas durante la evolución de estos dos reinos. Se cree que el cromodominio dirige la integración del retrotransposón a sitios de destino específicos. Según la secuencia y la estructura del cromodominio, los cromovirus se subdividen en cuatro clados CRM, Tekay, Reina y Galadriel. Los cromovirus de cada clado muestran patrones de integración distintivos, por ejemplo, en centrómeros o en los genes de ARNr.
Los elementos-ogro son gigantescos retrotransposones gitanos Ty3-copia que alcanzan longitudes de hasta 25 kb. Los elementos ogros se describieron por primera vez en Pisum sativum.

### Retrovirus endógenos
Un retrovirus endógeno es una porción de un retrovirus sin efectos patógenos que se ha integrado en el genoma del huésped mediante la inserción de su información genética heredable en las células que pueden transmitirse a la próxima generación como un retrotransposón. Debido a esto, comparten características con retrovirus y retrotransposones. Cuando el ADN retroviral se integra en el genoma del huésped, evoluciona a retrovirus endógenos que influyen en los genomas eucariotas. Tantos retrovirus endógenos se han insertado en genomas eucariotas que permiten conocer la biología entre las interacciones viral-huésped y el papel de los retrotransposones en la evolución y la enfermedad. Muchos retrotransposones comparten características con los retrovirus endógenos, la propiedad de reconocer y fusionarse con el genoma del huésped. Sin embargo, existe una diferencia clave entre los retrovirus y los retrotransposones, que está indicado por el gen env. Aunque es similar al gen que realiza la misma función en los retrovirus, el gen env se usa para determinar si el gen es retroviral o retrotransposón. Si el gen es retroviral, puede evolucionar de un retrotransposón a un retrovirus. Se diferencian por el orden de las secuencias en los genes pol. Los genes Env se encuentran en los tipos de retrotransposones LTR Ty1-copia, Ty3-copia y BEL / Pao. Codifican glicoproteínas en la envoltura de retrovirus necesaria para entrar en la célula huésped. Los retrovirus pueden moverse entre las células, mientras que los retrotransposones LTR solo pueden moverse dentro del genoma de la misma célula. Muchos genes vertebrados se formaron a partir de retrovirus y retrotransposones LTR. Un retrovirus endógeno o retrotransposón LTR tiene la misma función y ubicaciones genómicas en diferentes especies, lo que sugiere su papel en la evolución.

## Retrotransposones no LTR
Al igual que los retrotransposones LTR, los retrotransposones no LTR contienen genes para la transcriptasa inversa, la proteína de unión a ARN, la nucleasa y a veces, el dominio ribonucleasa H, pero carecen de repeticiones terminales largas. La proteína de unión a ARN se une al intermediario de transposición de ARN. Las nucleasas son enzimas que rompen los enlaces fosfodiéster entre nucleótidos en ácidos nucleicos. En cambio, tienen repeticiones cortas que pueden tener un orden invertido de bases una al lado de la otra, aparte de las repeticiones directas que se encuentran en los retrotransposones LTR, que es solo una secuencia de bases que se repiten.
Aunque son retrotransposones, no pueden llevar a cabo la transcripción inversa utilizando un intermediario de transposición de ARN de la misma manera que los retrotransposones LTR. Esos dos componentes clave del retrotransposón aún son necesarios, pero la forma en que se incorporan a las reacciones químicas es diferente. Esto se debe a que, a diferencia de los retrotransposones LTR, los retrotransposones no LTR no contienen secuencias que se unen a ARN.
En su mayoría se dividen en dos tipos: LINE y SINE. Los elementos SVA son la excepción entre los dos, ya que comparten similitudes tanto con los LINE como con los SINE, que contienen elementos Alu y diferentes números de la misma repetición. Los SVA son más cortos que los LINE pero más largos que los SINE.
Aunque históricamente visto como "ADN basura", la investigación sugiere que, en algunos casos, tanto los LINE como los SINE se incorporaron a genes nuevos para formar nuevas funciones.

### Elementos nucleares largos intercalados (LINE)
Cuando se transcribe un elemento LINE, la transcripción contiene un promotor de ARN polimerasa II que garantiza que los LINE se puedan copiar en cualquier ubicación en la que decida insertarse. La ARN polimerasa II es la enzima que transcribe genes en transcripciones de ARNm. Los extremos de las transcripciones de LINE son ricas en adeninas múltiples, las bases que se agregan al final de la transcripción para que las transcripciones de LINE no se degraden. Esta transcripción es la transposición de ARN intermedia.
El intermedio de transposición de ARN se mueve desde el núcleo al citoplasma para la traducción. Esto proporciona las dos regiones de codificación de un LINE que a su vez se une al ARN del que se transcribe. Luego, el ARN LINE vuelve al núcleo para insertarse en el genoma eucariota.
Los LINE se insertan en regiones del genoma eucariota que son ricas en bases AT. En las regiones AT, LINE utiliza su nucleasa para cortar una cadena del ADN eucariota bicatenario. La secuencia rica en adenina en la base de transcripción LINE se empareja con la hebra cortada para marcar dónde se insertará la LINE con grupos hidroxilo. La transcriptasa inversa reconoce estos grupos hidroxilo para sintetizar el retrotransposón LINE donde se corta el ADN. Al igual que con los retrotransposones LTR, este nuevo LINE insertado contiene información sobre el genoma eucariota para que se pueda copiar y pegar fácilmente en otras regiones genómicas. Las secuencias de información son más largas y más variables que las de los retrotransposones LTR.
La mayoría de las copias LINE tienen una longitud variable al comienzo porque la transcripción inversa generalmente se detiene antes de que se complete la replicación del ADN. En algunos casos, esto hace que se pierda el promotor de ARN polimerasa II, por lo que los LINE no pueden transponerse más.

### Elementos nucleares cortos intercalados (SINE)
Los SINE son mucho más cortos (300 pb) que los LINE. Comparten similitud con genes transcritos por la ARN polimerasa II, la enzima que transcribe genes en transcripciones de ARNm, y la secuencia de iniciación de la ARN polimerasa III, la enzima que transcribe genes en ARN ribosómico, ARNt y otras pequeñas moléculas de ARN. 
Los SINE no codifican la transcriptasa inversa y dependen de otros transposones móviles, especialmente los LINE. Los SINE explotan los componentes de transposición de LINE a pesar de que las proteínas de unión a LINE prefieren unirse al ARN de los LINE. Los SINE no pueden transponerse por sí mismos porque no pueden codificar transcripciones SINE. Generalmente consisten en partes derivadas de ARN y LINEs. La porción de ARNt contiene un promotor de ARN polimerasa III que es el mismo tipo de enzima que la ARN polimerasa II. Esto asegura que las copias de LINE se transcriban en ARN para una mayor transposición. El componente LINE permanece para que las proteínas de unión a LINE puedan reconocer la parte LINE del SINE.

### Elementos SVA
Los elementos SVA están presentes en niveles más bajos que SINES y LINEs en humanos. Los comienzos de los elementos SVA y Alu son similares, seguidos de repeticiones y un final similar al retrovirus endógeno. Las líneas se unen a sitios que flanquean elementos SVA para transponerlos. SVA es uno de los transposones más jóvenes en el genoma de los grandes simios y uno de los más activos y polimórficos de la población humana.
Un estudio reciente desarrolló un método de red que revela la dinámica de proliferación de retroelemento SVA (RE) en genomas de homínidos. El método permite rastrear el curso de la proliferación de SVA, identificar comunidades activas aún desconocidas y detectar tentativas "RE maestras" que desempeñan papeles clave. en propagación de SVA. Por lo tanto, brinda apoyo al modelo fundamental de “gen gen” de la proliferación de RE.

### Elementos Alu
Los elementos Alu son los retrotransposones más comunes en primates. Tienen una longitud aproximada de 350 pares de bases, no codifican proteínas y pueden ser reconocidos por la enzima de restricción AluI (de ahí el nombre). Su distribución puede ser importante en algunas enfermedades genéticas y cánceres. Copiar y pegar el Alu ARN requiere el extremo rico en adenina de Alu y el resto de la secuencia unida a una señal. El Alu unido a la señal puede entonces asociarse con los ribosomas. LINE ARN se asocia en los mismos ribosomas que Alu. La unión al mismo ribosoma permite que Alus de SINE interactúe con LINE. Esta traducción simultánea del elemento Alu y LINE permite copiar y pegar SINE.

### Retroposones
Los retroposones son retrotransposones que se insertan en los cromosomas después de haber sido transcritos inversamente desde cualquier molécula de ARN, sin codificar la transcriptasa inversa. Por tanto, son elementos no autónomos con respecto a la actividad de transposición. Los retrotransposones de repetición terminal no larga (LTR) como los elementos LINE1 humanos a veces se denominan falsamente como retroposones. Sin embargo, esto depende del autor. Por ejemplo, se publicó la siguiente definición: los retroposones codifican transcriptasa inversa pero carecen de repeticiones terminales largas (LTR), por ejemplo, elementos intercalados largos (LINE). Las retrosecuencias son elementos no autónomos desprovistos de transcriptasa inversa. Se vuelven a acoplar con la ayuda de la maquinaria de elementos autónomos, como LINEs; ejemplos son elementos nucleares intercalados cortos (SINE) o retrogenes derivados de ARNm. 
Los retroposones representan aproximadamente 10 000 eventos de duplicación de genes en el genoma humano, de los cuales es probable que aproximadamente del 2 al 10% sean funcionales. Dichos genes se denominan retrogenes y representan un cierto tipo de retroposón. Un evento clásico es la retroposición de una molécula pre-ARNm empalmada del gen c-src en el ancestro proviral del virus del sarcoma de Rous (RSV). El pre-ARNm de c-src retroposado todavía contenía un solo intrón y dentro del RSV ahora se conoce como el gen V-SRC.

### Retrozimas
Los retrozimas presentes en plantas y animales son retrotransposones no LTR que no son autónomos y, por lo tanto, toman prestadas proteínas de otros transposones para moverse a nuevas regiones de un genoma. Se transcriben activamente en ARN circulares cerrados covalentemente en ambas polaridades mediante el método de replicación en círculo rodante y una ribozima con cabeza de martillo. La secuencia de retrozima se transcribe primero por una polimerasa del huésped produciendo una secuencia de ARN oligomérico que es un solo transcrito que contiene múltiples copias de la secuencia de retrozima. Mediante la ribozima con cabeza de martillo realiza una autoescisión autocatalítica para separar la transcripción oligomérica en varias transcripciones monoméricas, cada una de las cuales contiene solo una copia de la secuencia de retrozima.

## Papel en la evolución
Según los análisis filogenéticos los retrotransposones se originaron de los intrones del grupo II procariotas después del momento que darían origen a los eucariotas. Los retrotransposones LTR aparecieron más tarde que los retrotransposones no LTR, posiblemente de un retrotransposón ancestral no LTR que adquirió una integrasa de un transposón de ADN. Los retrovirus adquirieron propiedades adicionales en sus envolturas de virus al tomar los genes relevantes de otros virus usando el poder del retrotransposón LTR.
Debido a su mecanismo de retrotransposición, los retrotransposones se amplifican en número rápidamente, componiendo el 40% del genoma humano. Las tasas de inserción para los elementos LINE1, Alu y SVA son 1/200 - 1/20, 1/20 y 1/900 respectivamente. Las tasas de inserción de LINE1 han variado mucho en los últimos 35 millones de años, por lo que indican puntos en la evolución del genoma.
Cabe destacar que una gran cantidad de 100 kilobases en el genoma del maíz muestran variedad debido a la presencia o ausencia de retrotransposones. Sin embargo, dado que el maíz se compara genéticamente inusualmente con otras plantas, no se puede usar para predecir la retrotransposición en otras plantas.

## Implicación en enfermedades
Las mutaciones causadas por retrotransposones incluyen:
- Inactivación de genes.
- Regulación genética cambiante.
- Cambio de productos genéticos.
- Actuando como sitios de reparación del ADN.

Por lo tanto, están implicados en el desarrollo de distintas enfermedades de carácter genético, como por ejemplo:
- Cáncer: Los transposones pueden insertarse en oncogenes o genes supresores de tumores, como TP53, y dar lugar a una pérdida de función de la proteína. De hecho, la movilización de retrotransposones como los de la familia LINE-1 están asociados al desarrollo de cáncer de colon, mama, próstata o pulmón.
- Hemofilia A: Inserciones de transposones, como LINE-1 y Alu, pueden interrumpir el gen F8, causando deficiencias en el factor VIII de la coagulación.
- Trastornos neurológicos como el autismo u otras enfermedades neurodegenerativas.
- Ataxia telangiectasa: Recientemente se ha visto que inserciones de elementos Alu o de pseudogenes procesados como DUSP16 en el gen ATM pueden dar lugar a pérdida de función de esta proteína, provocando el desarrollo de la enfermedad.

## Clasificación
Actualmente los transposones se clasifican de la siguiente manera y se reconocen las siguientes familias de retrotransposones:
- Retrotransposones LTR
  - Ty1-copia (Pseudoviridae)
  - Ty2-copia (Metaviridae)
  - Bel/pao (Belpaoviridae)
  - Retrovirus endógeno (Retroviridae)
- Retrotransposones no LTR
  - Penelope
  - Retrozima
  - Retrotransposones LINE
    - LINE1
    - R2
    - RTE
    - Jockey

  - Retrotransposones SINE
    - 7SL
    - 5S
    - SVA
    - Alu
    - Retroposón
    - Retrogen

  - Retrotransposones DIRS
    - DIRS1
    - Ngaro
    - Viper
    - Pat